# 楊培 (乾隆進士)
楊培（?—?），字天植，號靜夫，贵州凱裡人，清朝政治人物、同進士出身。

## 生平
乾隆四年（1739年）己未科進士，三甲一百十六名，后散館改主事，官至刑部郎中。